# Comella laetifica
Comella laetifica es una polilla de la familia Callidulidae. Se encuentra en Aru y en Nueva Guinea.